# Takao Saito

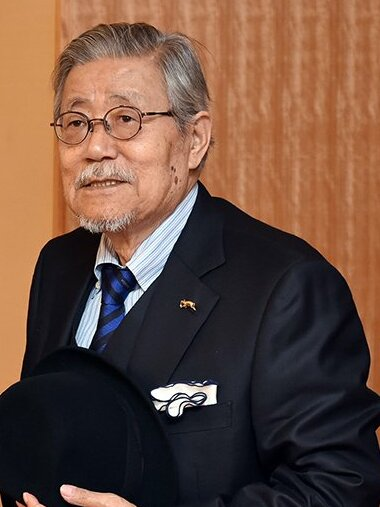
Takao Saito

Takao Saito (斎藤 隆夫, Saito Takao) (Wakayama, 3 november 1936 - 24 september 2021) was een Japans mangaka (striptekenaar) gespecialiseerd in het genre gekiga. Hij is vooral gekend voor de reeks Golgo 13, welke sinds 1968 loopt in het tijdschrift Big Comic. Golgo 13 is de oudste manga die nog steeds uitgegeven wordt.

## Jeugd en carrière
Saito werd geboren in Nishiwasa te Wakayama. Hij groeide echter op in Osaka en kwam pas op 43-jarige leeftijd te weten wat zijn echte geboorteplaats was. Na het middelbaar besloot Saito om mangaka te worden. Hij werd hierbij beïnvloed door films als King Kong en The War of the Worlds.
In 1955 maakte Saito zijn debuut met de manga Baron Air. In 1958 verhuisde hij naar Tokio, waar hij een "stripverhaal atelier" (劇画工房) oprichtte samen met zeven anderen: Masahiko Matsumoto, Aki Masa Sato, Fumi Ishikawa Yasu, Masaru Sakurai, Susumu Mon, Tsu Motomi en Qi Mahi. Sinds april 1960 stond Saito aan het hoofd van het bedrijf Saito Production. Vanaf 1971 gaf hij ook les in het tekenen van manga.
Saito was directeur van Leed Publishing (株式会社リイド社), een uitgeverij die in november 1974 ontstaan is uit Saito Production. Saito's oudere broer leidde het bedrijf tot zijn dood in 2016, waarna diens zoon de positie overnam. Leed Publishing geeft in samenwerking met Shogakukan de tankōbon editie van Golgo 13 uit. Saito was bevriend met mangaka Shotaro Ishinomori.
Saito overleed op 24 september 2021 aan alvleesklierkanker.

## Prijzen en eerbetoon
- In 1967 won Saito de 21ste Shogakukan Manga-prijs met Golgo 13.[8]
- In 2002 won Golgo 13 de hoofdprijs van de Japan Cartoonists Association Awards.[9]
- In 2009 was Saito een van de 158 mangaka die werden uitgenodigd op de 50ste verjaardag van Shogakukan's Weekly Shonen Sunday en Kodansha's Weekly Shonen Magazine in het Keizerlijke Hotel te Tokio.[10][11]
- In 2010 schonk de Japanse overheid de IVe Klasse met gouden stralen en rozet van de Orde van de Rijzende Zon aan Saito.[12]
- In 2013 kwamen meer dan 300 mensen samen op een evenement in het Keizerlijke Hotel te Tokio om het 45-jarige bestaan van Golgo 13 te vieren. Taro Aso bevond zich onder hen.[13]
- In januari 2018 ontving Saito de Wakayama Prefectuur Cultuurprijs.[4]

## Saito Takao Prijs
Het Saito Takao Gekiga Cultuurfonds richtte in 2017 de Saito Takao Prijs (さいとう・たかを賞) op. Hij werd voor het eerst uitgedeeld in 2018. De wedstrijd kent drie categorieën: mangaka, scenarioschrijver en redactie. De prijs zelf heet de "Golgo 13 Trofee". Winnaars in de mangaka- en scenarioschrijvercategorie winnen 500,000 yen prijzengeld. Enkel professionele mangaredacteurs mogen deelnemen. Genomineerde manga moeten voor een volwassen publiek bedoeld zijn en dienen originele werken te zijn (geen verwerkingen van reeds bestaande verhalen).

## Werkselectie
- Baron Air (空気男爵, 1955)
- Typhoon Goro (台風五郎, 1958)
- 007 (1964-1967)
- Golgo 13 (ゴルゴ13, 1968)
- Kage Gari (影狩り, 1969)
- Survival (サバイバル)
- Barom-1 (バロム・1, 1970)
- Japan Sinks (1970) (mangaversie)[15]
- Master Thief Sugar (怪盗シュガー, Kaito Shuga), welke werd verwerkt tot het onuitgegeven NES computerspel Secret Ties.[16]
- Doll: The Hotel Detective (ホテル探偵DOLL)\[17]
- Professional Swordsmen of the Edo Era (剣客商売)
- The Shadowman (THE シャドウマン)
- Breakdown (ブレイクダウン, 1995)

- Bibliothèque nationale de France: cb141345496 (data)
- CiNii: DA09137026
- Gemeinsame Normdatei: 1242130322
- International Standard Name Identifier: 0000 0000 8182 612X
- Library of Congress Control Number: no99033146
- Bibliotheek van het Japanse parlement: 00065332
- Nationale Bibliotheek van Israël: 987007364077305171
- Nederlandse Thesaurus van Auteursnamen: 242279643
- Réseau des bibliothèques de Suisse occidentale: 02-A016379977
- Système universitaire de documentation: 130888524
- Virtual International Authority File: 61152682552623310149